# Eucora sanarita
Eucora sanarita är en fjärilsart som beskrevs av Schaus '. Eucora sanarita ingår i släktet Eucora och familjen Riodinidae. Inga underarter finns listade i Catalogue of Life.